# گیم‌پلی غیرخطی

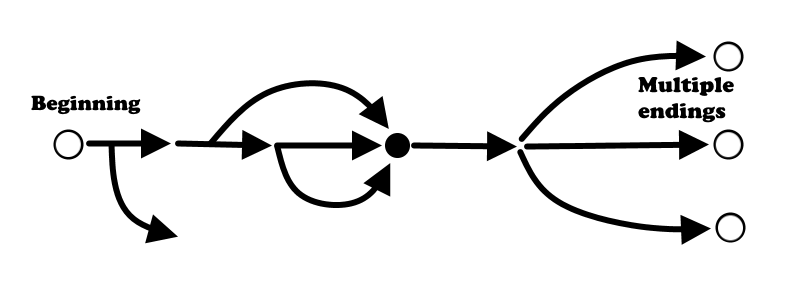
نمودار مفهومی گیم پلی غیر خطی

روندبازی غیرخطی (به انگلیسی: Nonlinear gameplay) نوعی طراحی در روند بازی‌های ویدئویی است که به بازیکن اجازه می‌دهد مأموریت را به صورت دلخواه به اتمام برساند. در این روندبازی بازیکن می‌تواند مأموریت را به نحوه دلخواه خود به پایان برساند، یعنی این که در مأموریت‌های اصلی بازی به چه شیوه‌ای مأموریت به پایان برسد در اختیار بازیکن است.
این حالت در مقابل گیم‌پلی خطی قرار می‌گیرد و کاملاً بر تضاد یکدیگرند، چون در روندبازی خطی، بازیکن هیچ اختیاری در نحوهٔ تمام کردن مأموریت ندارد و باید از روش از پیش تعین شده مأموریت را به اتمام برساند. یک بازی با گیم‌پلی غیرخطی با عناوین اوپن-وُرد و جعبه شنی شناخته می‌شود.

## طبقه‌بندی

### انشعاب روایت داستان
در بازی‌های با گیم‌پلی خطی، بازیکن قادر به تغییر پایان داستان بازی نمی‌باشد. در اکثر بازی‌های ویدئویی از گیم‌پلی خطی استفاده می‌شود چون طراحی بازی با این حالت از سایر حالت‌ها ساده‌تر است. به‌تازگی، خیلی از بازی‌ها شروع به تولید بازی با قابلیت «پایان‌های چندگانه» کردند برای اینکه هیجان و تمرکز بازی بیشتر شود.
امروزه خیلی از بازی‌ها فراتر از بازی با گیم‌خیلی خطی می‌روند به طوری به عنوان انشعاب روایت داستان شناخته می‌شود که بازیکن در آن می‌تواند چگونگی روند داستان را کنترل کند.
در این نوع طراحی بعضی وقت‌ها به بازیکن انتخابی داده می‌شود تا شاخه‌ای از داستان بازی را دنبال کند. برای مثال مجموعه بازی‌های فال‌اوت که در سبک نقش آفرینی است و دارای مأموریت‌های متعدد است و اقدامات بازیکن در داستان بازی اثر می‌گذارد.
در این بازی بازیکن می‌تواند برای همیشه دیگر شخصیت‌ها را از دنیای مجازی حذف کند که با انجام دادن این عمل مأموریت‌ها و داستان بازی عوض می‌شود. اقداماتی که بازیکن در حالت انشعاب روایت داستان انجام می‌دهد ممکن است بلافاصله تغیرات را در بازی به وجود نیاورد. بازی با گیم پلی غیر خطی وقت و هزینهٔ بیشتری را صرف می‌کند تا به توسعه برسد چون حالت‌های متفاوتی برای به پایان رساندن بازی وجود دارد. در گیم پلی غیر خطی اگرچه بازیکن توانایی آزادانه عمل کردن را دارد ولی احتمال وجود باگ و خطا در بازی ممکن است دیده شود.

### طراحی سطح
مرحله‌ها در یک بازی می‌تواند به صورت خطی یا غیرخطی باشد. در یک بازی با قابلیت مراحل خطی بازیکن فقط از یک مسیر مشخصی می‌تواند به سطح مورد نظر برسد. در مراحل غیرخطی بازیکن قادر است از مسیرهای چندگانه به سطح مورد نظر خود برسد و آن سطح را تمام کند.
در مراحل غیرخطی احتمال اینکه دنباله‌ای از مبارزات از پیش تعین شده باشد در بازی وجود دارد؛ ولی برخلاف مراحل خطی بازیکن می‌تواند از راه‌های مختلفی بازی را به اتمام برساند.

### حالت جعبه شنی
روند ادامه بازی در این حالت مانند غیرخطی است با این تفاوت که بازیکن آزادی عمل بیشتری دارد.
یکی دیگر از ویژگی‌های جعبه شنی این است که در بازی‌هایی با سبک جهان باز وجود دارد، و بازیکن می‌تواند به کاوش بپردازد و و انجام دادن مأموریت‌ها و رسیدن به هدف‌های بازی اختیاری است به عبارتی دست بازیکن است که چه موقع مأموریت‌های بازی را انجام دهد.

### غیرخطی درمیان گیمرها
برخی از بازیکن‌ها بر این باورند که گیم پلی غیر خطی دشوار و خسته‌کننده است به‌طور طبیعی در گیم پلی غیر خطی عملکرد بازیکن نقش به سزایی دارد. البته در دنیای بازی‌های ویدئویی نیز بازیکنان سطح‌بندی می‌شوند، به طوری که از گیمرهای متوسط نباید توقع محبوبیت این حالت را داشت. یک بازی غیرخطی گاهی به نام‌های «پایان باز» یا «گودال ماسه‌بازی» شناخته می‌شود.
در بعضی از بازی‌ها مانند اسپلینتر سل تام کلنسی: مأمور دوجانبه بیش از یک انتخاب برای پایان بازی وجود دارد.